# Sebastian Kolze Changizi
Sebastian Kolze Changizi (født 29. december 2000 i Silkeborg) er en cykelrytter fra Danmark, der er på kontrakt hos Tudor Pro Cycling Team.

## Karriere
Kolze Changizi begyndte at cykle som 2. års U13-rytter hos Silkeborg IF Cykling i 2012. I sæsonerne 2017 og 2018 var han tilknyttet klubbens juniorhold Team Mascot Workwear. Derefter var han var én sæson hos Team AURA Energi-JS.dk.
I 2020 underskrev han en étårig kontrakt med ColoQuick Cycling. I sæsonens tre løb i Demin Cuppen blev det til en førsteplads, andenplads og en tredjeplads, samt den samlede sejr i løbsserien. I oktober 2020 forlængede parterne kontrakten, så den er var gældende for 2021. Året efter blev kontrakten igen forlænget, så det også var gældende for 2022.

### Skifte til franske Cofidis
Den 17. juli 2022 blev det offentliggjort at Sebastian Kolze Changizi fra 1. august havde skrevet en stagiaire-kontrakt med det franske World Tour-hold Cofidis. Hans første løb for holdet blev Tour of Leuven-Memorial Jef Scherens, hvor han ikke gennemførte. På 1. og 2. etape af Tour de l'Avenir endte han på andenpladsen, og endte på en samlet andenplads i pointkonkurrencen. Sidste løb for Changizi for det franske hold var den 9. oktober, da han stillede til start i, men ikke gennemførte, Memorial Rik Van Steenbergen.

### Tudor Pro Cycling Team
Fra 1. januar 2023 tiltrådte den danske rytter på en toårig kontrakt med det schweiziske ProTeam Tudor Pro Cycling. Efter planen skulle han debuterer for holdet ved Tour of Antalya, men da det blev aflyst, var Changizi i stedet på startlisten ved UAE Tour. Det var første gang i karrieren at han deltog i et World Tour-løb.